# Fianoniella compressa
Fianoniella compressa är en stekelart som först beskrevs av Henry Keith Townes, Jr. 1983.  Fianoniella compressa ingår i släktet Fianoniella och familjen brokparasitsteklar. Inga underarter finns listade i Catalogue of Life.